# Hearts Burst into Fire
Hearts Burst into Fire è il secondo singolo estratto dall'album Scream, Aim, Fire dei Bullet for My Valentine. È stato dichiarato in tour che i live show sono stati ripresi come parte del prossimo singolo, si è anche dichiarato la folla a Manchester Accademia il 4 febbraio, così come per le folle a Newport Centro il 31 gennaio al 7 febbraio Brixton Academy, Wolverhampton Civic Hall 1º febbraio, Glasgow Carling Academy 3 febbraio e Brighton Dome 28 gennaio che venivano filmate come parte del video.

## Video
Il video è una canzone lungometraggio della band intenta a suonare in un recente concerto dopo la pubblicazione di Scream Aim Fire. Le scene mostrano molti fan dall'inizio che sostengono per la band. Molti di loro portano loghi e in piccoli casi tatuaggi, con i nomi di canzone dal testo e la band.

## Tracce
CD
1. Hearts Burst Into Fire - 4:57
2. Hearts Burst Into Fire (versione acustica) - 3:56

Vinile
1. Hearts Burst Into Fire - 4:57
2. No Easy Way Out - 4:32